# 카라차예보체르케시야 공화국의 행정 구역
다음은 카라차예보체르케시야 공화국의 행정 구역이다.
- 도시
  - 체르케스크 (수도)
  - 카라차옙스크
    - 테베르다
    - 돔바이
    - 옐브루스키
    - 오르조니키젭스키
- 군
  - 아디게하블스키군
  - 카라차옙스키군
    - 노비카라차이
    - 프라보쿠반스키

  - 하베스키군
  - 말로카라차옙스키군
  - 프리쿠반스키군
    - 우다르니

  - 우룹스키군
    - 메드노고르스키

  - 우스티제구틴스키군
    - 우스티제구타

  - 젤렌축스키군